# Phantom Ride

Kameramann Billy Bitzer bei der Vorbereitung eines Phantom Ride (Publicityfoto), um 1900

Als Phantom Ride [ˈfæntəm ɹaɪd], also ‚scheinbare oder geisterhafte Fahrt‘, wird ein Genre der frühen Filmgeschichte bezeichnet, das um 1900 besonders in Großbritannien und den Vereinigten Staaten populär war. Zur Erstellung der Phantom Rides wurde eine Filmkamera an die Spitze einer Lokomotive montiert, welche die Fahrt als Point-of-View-Shot aufzeichnete.
Die dynamischen Präsentationen von Landschaften in den Phantom Rides waren die ersten Beispiele für Kamerafahrten in der Filmgeschichte. Als Vorläufer der Reisefilme stellen sie eine Vorform der Dokumentarfilme dar. Eine moderne Variante sind die Führerstandsmitfahrten, die seit den 1990er Jahren im Nachtprogramm einiger Fernsehsender ausgestrahlt wurden.
Die Phantom Rides sind auch für die Entwicklung des narrativen Films von Bedeutung, da sie zur Etablierung des Filmschnitts als künstlerischem Ausdrucksmittel beitrugen. Aufgrund ihrer Vermarktung als Attraktion in Vergnügungsparks ab 1905 unter dem Namen Hale’s Tours and Scenes of the World können sie außerdem als Vorbild für Fahrsimulatoren betrachtet werden.

## Ursprünge

Ansichten wie diese Fotografie aus den 1880er-Jahren waren Vorbild der Phantom Rides.

Die Entstehungsgeschichte des Kinos ist eng verbunden mit den ersten Vorführungen der Brüder Lumière, deren Film L’Arrivée d’un train en gare de La Ciotat mit der Einfahrt eines Zuges in einen Bahnhof zu den bekanntesten Beispielen des frühen Kinos zählt. Die hohe Popularität der Lumière-Filme führte zu zahlreichen Kopien des Sujets, das bereits vor der Entwicklung des Films zu einem Massenmedium bei Vorführungen der Laterna magica zum Einsatz kam. Fotografen wie Burton Holmes hatten in ihre Reisevorträge Landschaftsansichten, die aus fahrenden Zügen heraus aufgenommen wurden, integriert.
Bereits 1896 – wenige Monate, nachdem die Vorführungen des Cinématographe zu einem Sensationserfolg in Paris wurden – entstand in Rennes ein Film, bei dem die Filmkamera auf dem Kuhfänger einer Dampflokomotive montiert wurde und so – ähnlich wie bei den bereits bekannten Aufnahmen der Reisefotografen – die Bewegung des Zuges durch die Landschaft direkt aufgezeichnet werden konnte. In kurzer Zeit entwickelten sich die so aufgenommenen Eisenbahnfilme zu der beliebtesten Variante der dokumentarischen Landschaftsansichten (meist bezeichnet als Panorama, pris d’un train … ‚vom Zug aus gefilmtes Panorama‘) und Reisefilme, die in den Katalogen der Brüder Lumière den Hauptteil der Filme ausmachten.
Dank ihres weltweiten Vertriebsnetzes für fotografisches Zubehör gelang es den Brüdern Lumière, Ansichten aus der ganzen Welt aufzunehmen und zu vertreiben. Der französische Kameraoperateur Alexandre Promio positionierte im Herbst 1896 den Cinématographe in einem venezianischen Vaporetto und filmte analog zu den Point-of-View-Shots der Eisenbahnfilme den Canal Grande (Panorama du Grand Canal vu d’un bateau). Auch andere Verkehrsmittel wie Straßen- und Untergrundbahnen oder Automobile wurden eingesetzt und dienten somit als Vorläufer der heutigen Kamerawagen.
Zu einer Zeit, als die Filmkamera fest auf einem Stativ stand und Kameraschwenks noch nicht als filmische Mittel verwendet wurden, gelang es den Kameraoperateuren mit diesen Filmen erstmals, nicht nur Bewegung aus einer starren Position heraus aufzunehmen, sondern mittels einer Kamerafahrt selbst Bewegung zu erzeugen. Der panoramatische Blick des Reisenden, der durch die hohen Geschwindigkeiten der Eisenbahn beim Durchfahren der Landschaften den Verlust des Bildvordergrundes hinnehmen musste, übertrug sich auf die Phantom Rides. Die deutlich wahrnehmbare subjektive Kamera vermittelt laut dem Filmhistoriker Tom Gunning „den Eindruck eines sich durch den Raum bewegenden Auges, wodurch der Akt des Sehens selbst ebenso deutlich sichtbar wird wie die gezeigte Ansicht.“ Die Kamera trete buchstäblich selbst als Reisender auf.

## Verbreitung derPhantom Rides
1897 imitierte erstmals die American Mutoscope Company mit einer gefilmten Durchfahrt des New Yorker Haverstraw-Tunnels die Lumière’schen Eisenbahnfilme. Hier wurde auch der Begriff Phantom Ride geprägt. So sah sich im Sommer 1897 der Rezensent des Journals Phonoscope beim Betrachten des Films The Haverstraw Tunnel  als Passagier einer geisterhaften Eisenbahnfahrt („passenger on a phantom train ride“), die ihn „mit einer Geschwindigkeit von beinahe einer Meile pro Minute durch den Raum wirbelt. Es gab keinen Rauch, kein Anzeichen eines erbebenden Fahrgestells oder schmettender Räder.“ Gerade bei den Phantom Rides zeigte sich die anfängliche technische Überlegenheit des Biograph-Filmprojektors der American Mutoscope Company gegenüber Edisons Vitaskop-Filmen. Da beim Biograph im Gegensatz zum bisher üblichen 35-mm-Film der doppelt so breite 70-mm-Film verwendet wurde, hatten die Landschaftsdarstellungen eine bis dahin unbekannte Klarheit und Detailfülle.
Vorführungen von The Haverstraw Tunnel in London machten die Phantom Rides in kurzer Zeit in Großbritannien äußerst populär. Die Theaterzeitschrift Era schrieb begeistert, dass dem Zuschauer noch nie zuvor ein so aufregendes und sensationelles Abbild der Realität geboten wurde. Das Satiremagazin Punch karikierte dagegen den Geschwindigkeitsrausch, den die gebannten Zuschauer beim Betrachten der Eisenbahnfahrten verspürten.
Britische Filmemacher fertigten unverzüglich eigene Phantom Rides an. Vor allem der Filmpionier Cecil Hepworth wurde zum führenden Produzenten dieses neuen Genres. Hepworth entwickelte zum Ende des Jahrzehnts eine neue Kamera mit einem besonders großen Filmmagazin, um mehrminütige Fahrten aufzuzeichnen. Im Jahr 1899 produzierte er mit Dalmeny to Dumfermline, Scotland, via the Firth of Forth Bridge einen zwölf Minuten langen Streifen, der stolz als „der längste, pittoreskeste und interessanteste Film, der jemals produziert wurde“, beworben wurde. Zuvor wurden bereits Filmreihen wie die 1898 bei Charles Urbans Warwick Trading Company veröffentlichten Phantom Rides View From An Engine Front im Paket angeboten, so dass eine zusammenhängende Bahnfahrt zwischen zwei Stationen vorgeführt werden konnte. Die American Mutoscope Company setzte einzelne, nur eine Minute dauernde Filme einer Zugfahrt in Brooklyn so geschickt zusammen, dass der Eindruck einer kontinuierlichen Einstellung entstand. So trugen die Phantom Rides zu der Entwicklung längerer Filme bei.

## VomPhantom Ridezum narrativen Film
Auch bei der Entwicklung des narrativen Films lieferten Phantom Rides wichtige Beiträge. Im Februar 1899 filmte der Brightoner Filmpionier George Albert Smith im Studio eine komische Szene, in der ein elegant gekleideter Mann mit einer Frau in einem Zugabteil flirtet und sie schließlich – im Schutze der Dunkelheit beim Durchfahren eines Tunnels – leidenschaftlich küsst. Diese Szene montierte er in einen Phantom Ride von Cecil Hepworth, so dass die Sekunden des Films, in denen der Zug einen Tunnel durchfuhr, mit dem neu gefilmten Material gefüllt werden konnten. Der so entstandene Film The Kiss in the Tunnel gilt als eines der frühesten und bekanntesten Beispiele des szenischen Filmschnitts.
Smiths Film wurde ein großer Erfolg und trug mit dazu bei, den unsichtbaren Schnitt als die wichtigste Montagetechnik des klassischen Films zu etablieren. Zahlreiche andere Filmemacher kopierten die Szene und entwickelten ihre eigenen Varianten, so Ferdinand Zecca in Une idylle sous un tunnel (1901), Siegmund Lubin in Love in a Railroad Train (1903) und Edwin S. Porter in What Happened in the Tunnel (1903). Diese Filme wurden von den Filmvorführern zur Auflockerung der Phantom Rides gezeigt, eine festgelegte Szenenfolge lag also noch nicht vor. Dieses änderte sich 1903, als Edwin S. Porter nach den Erfahrungen des in mehreren Einstellungen gedrehten Films A Romance of the Rail mit Der große Eisenbahnraub einen der ersten komplexen narrativen Filme fertigstellte, in dem die Eisenbahn zwar noch eine große Rolle spielte, auf die Verwendung von Point-of-View-Shots aber verzichtet wurde.

## Simulierte Eisenbahnfahrten mitHale’s Tours

Hale’s Tours als eine besondere Form der Filmvorführung (um 1906)

Anfang der 1900er-Jahre waren die Phantom Rides keine Novität mehr und – wie die dokumentarischen Aktualitätenfilme im Allgemeinen – zunehmend der Konkurrenz durch fiktionale Filme ausgesetzt. Um eine höhere Attraktivität zu erzielen, wurden vermehrt exotische Schauplätze gefilmt und Ansichten berühmter Städte von Straßenbahnen und Automobilen aus aufgenommen. Mit hohem Aufwand wurde dem Publikum ungewöhnliche Bilder in den Phantom Rides geboten. So filmte im Jahr 1903 die Deutsche Mutoskop und Biograph im Stil eines Phantom Ride den irischen Automobilisten H.H.P. Deasy, wie er mit einem Schweizer Martini-Automobil die Strecke der Zahnradbahn von Glion zur knapp 2000 Meter hoch gelegenen Bergstation am Rochers de Naye befuhr (Captain Deasy’s Daring Drive).
Einen anderen Weg ging George C. Hale, der 1904 auf der Weltausstellung in St. Louis ein neuartiges Konzept der Filmvorführung vorstellte, bei dem Phantom Rides in speziell ausgestatteten Waggons präsentiert wurden. Durch den Einsatz von Sound- und Windeffekten sowie durch Rüttelbewegungen des Waggons wurde eine Eisenbahnfahrt simuliert, wodurch der kinästhetische Effekt der Phantom Rides verstärkt wurde. Um die Illusion perfekt zu machen, wurde anstelle eines Eintrittsgeldes eine Fahrkarte für 10 Cent gelöst. Bis zu 72 Personen konnten die 10 bis 20 Minuten langen Vorführungen besuchen. Vorbilder für diese Art der Filmvorführung waren das bei der Pariser Weltausstellung von 1900 präsentierte Maréorama sowie die Myrioramas des 19. Jahrhunderts, bei denen auf eine Leinwand gemalte Landschaften mittels einer Rolle an den Zuschauern vorbeigezogen wurden.

Werbepostkarte für Hale’s Tours in London: '.

Nach dem Erfolg bei der Louisiana Purchase Exposition eröffnete Hale am 28. Mai 1905 im Vergnügungspark Electric Park von Kansas City mit Hale’s Tours and Scenes of the World eine identische Attraktion. Hale’s Tours wurde ein Publikumsrenner, der an Lizenznehmer in den gesamten Vereinigten Staaten verkauft wurde. Innerhalb eines Jahres existierten Hale’s Tours an mehr als 500 Spielstätten in den Vereinigten Staaten, Kanada und mehreren europäischen Städten. Bei der Londoner Premiere pries die britische Kinematograph and Lantern Weekly die Hale’s Tours als „eine der cleversten optischen Täuschungen der modernen Zeit“. Wie bereits acht Jahre zuvor bei den ersten Präsentationen der Phantom Rides wurde auch hier beschrieben, wie intensiv und realistisch beim Betrachten der Filme das Empfinden war, tatsächlich in Bewegung zu sein.
Hale zeigte in seinen Tours zunächst meist ältere Phantom Rides, die teilweise thematisch zusammengefasst wurden, um Reiseziele wie China besonders anzupreisen. Bei einer „Fahrt“ nach Kalifornien wurden im Sommer 1906 neben Eisenbahnstrecken auch neue Aufnahmen von San Francisco nach dem großen Erdbeben gezeigt. Die Betreiber von Hale’s Tours entdeckten die alten komischen Filme als Zwischenspiele wieder, mit denen sie wie die Filmvorführer wenige Jahre zuvor ihre Phantom Rides auflockerten. Adolph Zukor, der spätere Gründer von Paramount Pictures, setzte Porters Der Große Eisenbahnraub in seinem New Yorker Hale’s-Tours-Betrieb äußerst erfolgreich ein, woraufhin neue narrative Filme als Ergänzung zu den nun wieder zahlreich bei Edison und Biograph gedrehten Phantom Rides produziert wurden. Der erfolgreichste Film, der ausschließlich für Hale’s Tours gedreht wurde, war Biographs The Hold-up of the Rocky Mountain Express, in dem eine Story ähnlich dem Großen Eisenbahnraub von längeren Passagen einer Eisenbahnfahrt, die im Stil der Phantom Rides gehalten waren, unterbrochen wurde.
Hale’s Tours wurde binnen weniger Monate zu einem internationalen Erfolg, der zur Wiederbelebung des Genres der Phantom Rides führte. Doch trotz der Versuche, die monotonen Landschaftsaufnahmen der Zugfahrten durch ereignisreichere Filme aufzulockern, verebbte der Trubel um Hale’s Tours schnell. Einige Betreiber hielten ihre Attraktionen bis zum Beginn der 1910er-Jahre offen, viele wechselten aber zum Nickelodeon, das sich zeitgleich als Filmaufführungsstätte etabliert hatte. Mit dem Ende von Hale’s Tours endet auch die Geschichte der Phantom Rides als eigenständiges Filmgenre. Nur noch zu besonderen Anlässen wurden vereinzelt neue Phantom Rides produziert, so 1913 bei der Eröffnung der Lötschbergbahn oder Ende der 1920er-Jahre in einer Reihe von Kurzfilmen für Gaumont British an Bord eines Flugzeugs zur Demonstration der Luftbildfotografie.

## Moderne Varianten

### Filmische Umsetzungen und Bearbeitungen
Auch wenn Anfang der 1910er-Jahre das Genre der Phantom Rides als typischer Vertreter des „Kinos der Attraktionen“ der Vergangenheit angehörte, blieb die Idee, Bewegung durch Point-of-View-Shots darzustellen, als filmisches Stilmittel sowohl im Dokumentarfilm als auch im fiktionalen Film erhalten. Besonders bei der Darstellung von Verfolgungsjagden fanden solche Einstellungen Verwendung.
Die Verfolgungsjagd entwickelte sich bereits um 1905 als das nach Ansicht von Tom Gunning erste wirklich narrative Filmgenre. Sie wurde zu einem festen Bestandteil der klassischen Slapstick-Komödie und findet auch heute noch ihren Platz in modernen Actionfilmen, wo der Phantom Ride als filmisches Stilmittel technische Veränderungen durchlief. Die neuen Gestaltungsmöglichkeiten durch die Einführung digitaler Effekte führten zur Entwicklung ungewöhnlicher Point-of-View-Shots. So wird in dem Film Pearl Harbor aus dem Jahr 2001 die Versenkung der Arizona aus der „Sicht“ einer Bombe gezeigt, die von einem japanischen Flugzeug abgeworfen wurde – ein nach Ansicht des britischen Filmkritikers David Thomson archetypisches Beispiel für die Computerspiel-Ästhetik des Regisseurs Michael Bay.
Die dokumentarische Funktion der Phantom Rides ging in filmisch komplexeren Reisefilmen (Travelogues) auf, die eine Variante des ethnographischen Films darstellen. Bereits 1904 hatte Charles Urban in dem Film Living London Ansichten eines Phantom Ride als eine von zahlreichen Einstellungen ausgewählt, die ein vielseitiges Bild der Metropole London boten. In Walter Ruttmanns Dokumentarfilm Berlin – Die Sinfonie der Großstadt aus dem Jahr 1927 bilden längere Passagen eines Phantom Ride, in denen sich der Zuschauer langsam der Stadt Berlin annähert, den Auftakt der filmischen Collage. Auch andere experimentelle Dokumentarfilme wie Harry Watts und Basil Wrights Night Mail verwendeten kurze Einstellungen im Stil eines Phantom Ride.
Zurück zur unbearbeiteten Darstellung von Landschaften in langen Kamerafahrten gingen um 1995 verschiedene Fernsehsendungen, die Lücken im Nachtprogramm schlossen. So zeigt das Schweizer Fernsehen in der Sendereihe Swiss View Landschaftsansichten aus einem Helikopter heraus. Für die Sendung Straßenfeger im Nachtprogramm des ZDF wurden zwischen 1995 und 2001 Autofahrten durch die Windschutzscheibe aufgenommen, während Das Erste in der seit 1995 produzierten Reihe Die schönsten Bahnstrecken Führerstandsmitfahrten zeigt. Anders als bei den Phantom Rides befindet sich bei diesen erstmals vom SFB konzipierten Eisenbahnfahrten die Kamera innerhalb des Führerhauses.
Im modernen Experimentalfilm wurden die Phantom Rides in Form von Found-Footage-Filmen wiederentdeckt. So basiert Ernie Gehrs Film Eureka aus dem Jahr 1979 auf einem Phantom Ride aus San Francisco, der Mitte der 1900er-Jahre für Hale’s Tours produziert wurde. Anfang der 1990er-Jahre experimentierte Ken Jacobs mit verschiedenen Phantom Rides, die unter anderem in seinen Filmen Opening the Nineteenth Century: 1896 von 1991 und The Georgetown Loop von 1996 verarbeitet wurden. Der österreichische Experimentalfilmer Siegfried A. Fruhauf ging noch einen Schritt weiter und bearbeitete neu gefilmtes Material, um es wie einen Found-Footage-Film aus den 1900er-Jahren erscheinen zu lassen. Der so entstandene einmütige Trailer Phantom Ride wurde 2004 für das Filmfestival Crossing Europe produziert. Mit der Installation Overture des Videokünstlers Stan Douglas fanden Phantom Rides schließlich Einzug in die Bildende Kunst. Douglas projizierte Edison-Filme aus den Jahren 1899 und 1901 und spielte dazu Texte aus Marcel Prousts Auf der Suche nach der verlorenen Zeit ab, so dass Film und Literatur aufeinander trafen.

### Simulationen als Attraktionen

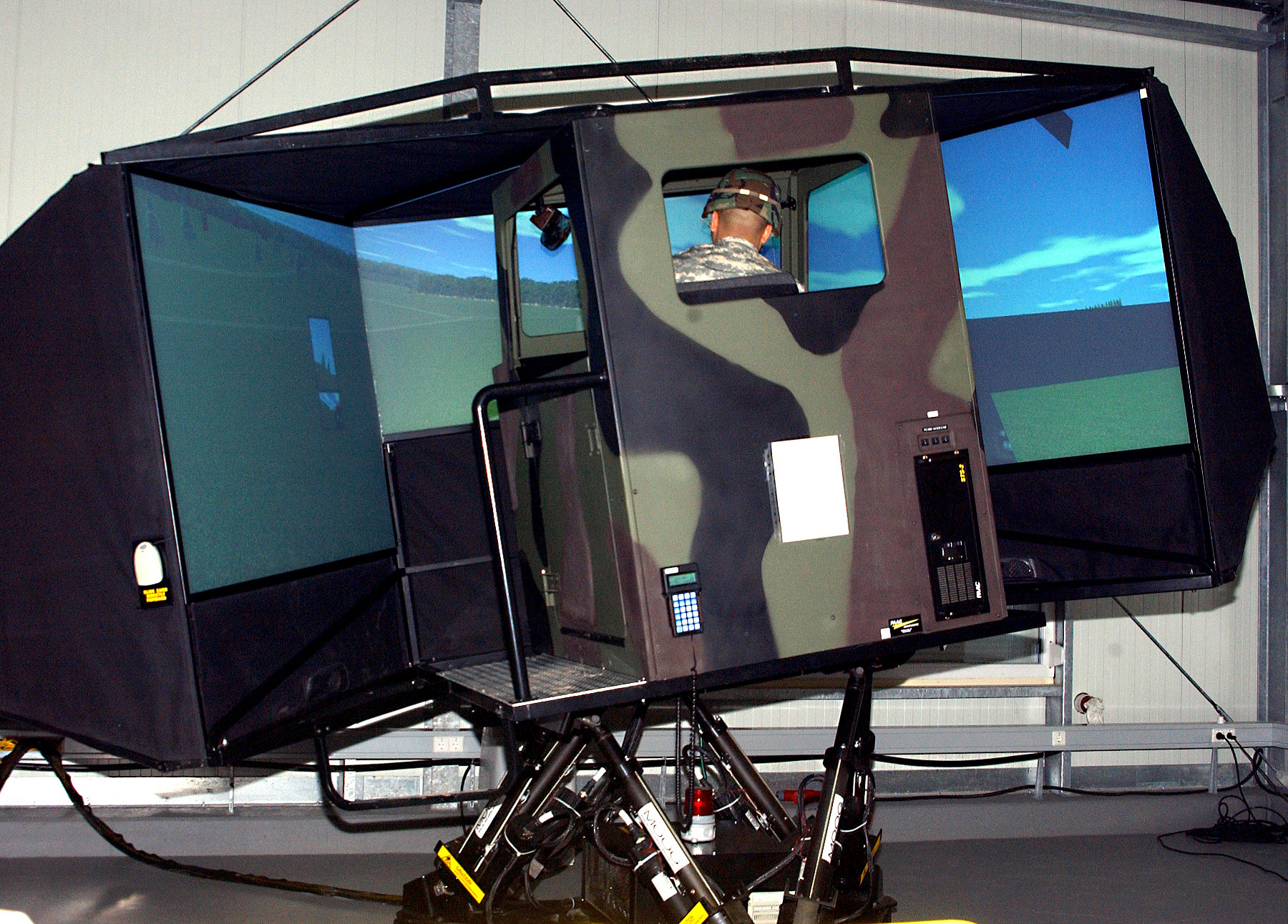
Beispiel eines Fahrzeugsimulators

Als direkte Nachfolger der Phantom Rides können verschiedene Versuche zur Wiederbelebung des Kinos als Attraktion betrachtet werden. Der Medienwissenschaftler Erkki Huhtamo sieht in den Versuchen, das Publikum mit den Breitwandformaten von Cinerama und IMAX zu bannen, eine Fortsetzung der Vermarktungsstrategie der Phantom Rides. Tatsächlich begann der 1952 uraufgeführte Film Das ist Cinerama mit einer Achterbahnfahrt, die im Stil eines Phantom Ride aus einem der Wagen aufgenommen wurde. In den Programmen der IMAX-Kinos finden sich seit den 1980er-Jahren eine Reihe von Filmen, die die Tradition der Phantom Rides fortsetzen und den Zuschauern Aufnahmen in rasanten Point-of-View-Shots präsentieren, beispielsweise als ein Hubschrauberflug in der Naturdokumentation Grand Canyon – Verborgene Geheimnisse von 1986, als unterhaltender Effekt in dem 3D-Film Das Geisterschloss 3D von 2001 oder als reiner Geschwindigkeitsrausch in NASCAR 3D von 2004. Ähnliche Filme wurden bereits seit den späten 1970er-Jahren in den 180-Grad-Kinos präsentiert, bei denen sich eine gewölbte Kinoleinwand über das gesamte Gesichtsfeld der Zuschauer erstreckte.
Auch das Konzept von Hale’s Tours wurde nach dem Zweiten Weltkrieg immer wieder aufgegriffen. Bereits zur Eröffnung von Disneyland im Jahr 1955 zählte die Show A Flight to the Moon zu den Attraktionen. Bei dieser Simulation eines Weltraumflugs wurden den Zuschauern bewegliche Sitze im Kinosaal geboten, so dass die Kraft eines Meteoritenschauers möglichst realistisch empfunden werden konnte.
Die Fahrtsimulationen wurde weiter perfektioniert, als 1985 der Spezialeffekte-Spezialist Douglas Trumbull sein Showscan-Verfahren für den Bewegungssimulatorfilm Tour of the Universe anwendete. Trumballs Design wurde 1987 von Disney für die auf Star Wars basierende Simulation Star Tours übernommen, weitere Attraktionen basierend auf den Indiana-Jones-Filmen und die Zurück-in-die-Zukunft-Trilogie folgten. Die Weiterentwicklung computergesteuerter Simulatoren sowie Fortschritte bei der Gestaltung computeranimierter Filme machten die Attraktionen immer flexibler; Fahrgeschäfte wie der Venturer konnten auch auf Volksfesten vorgeführt werden, womit der Film zu seinen Ursprüngen als eine Jahrmarktattraktion zurückkehrte.